# Galántai Tibor (író)
Galántai Tibor (Nagyvárad, 1920. szeptember 27. – Szeged, 2015. december 16.) magyar emlékíró.
Nagyváradon nevelkedett kisebbségi sorsban, 1946-tól Magyarországon élt, II. világháborús emlékeit nyugdíjas korában foglalta könyvbe azzal a céllal, hogy emléket állítson a nagyváradi magyar ifjúságnak, amely küzdött szülővárosáért. Fiatalabbik leánya Galántai Erzsébet klasszika-filológus, neolatinista.

## Életpályája

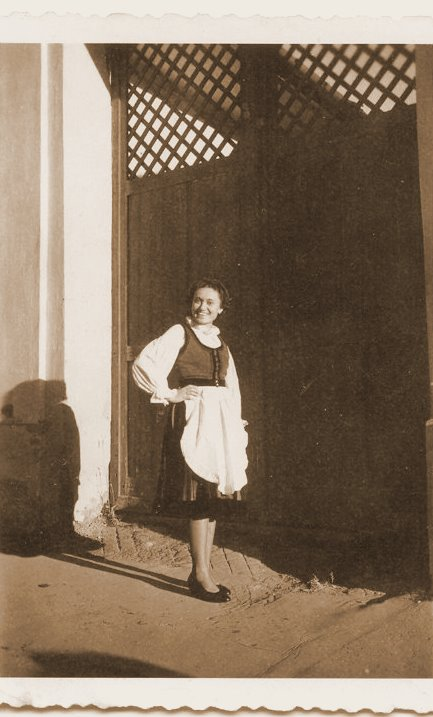
Az író felesége székely népviseletben

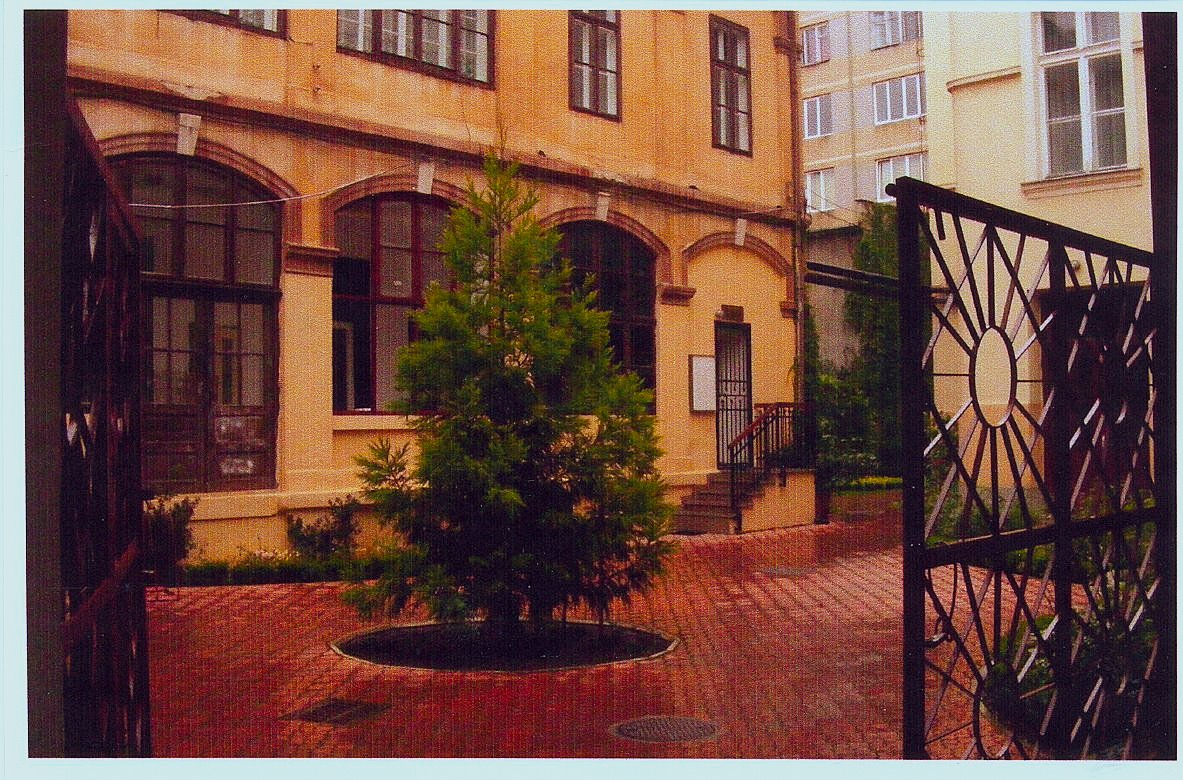
Szülőháza Nagyváradon

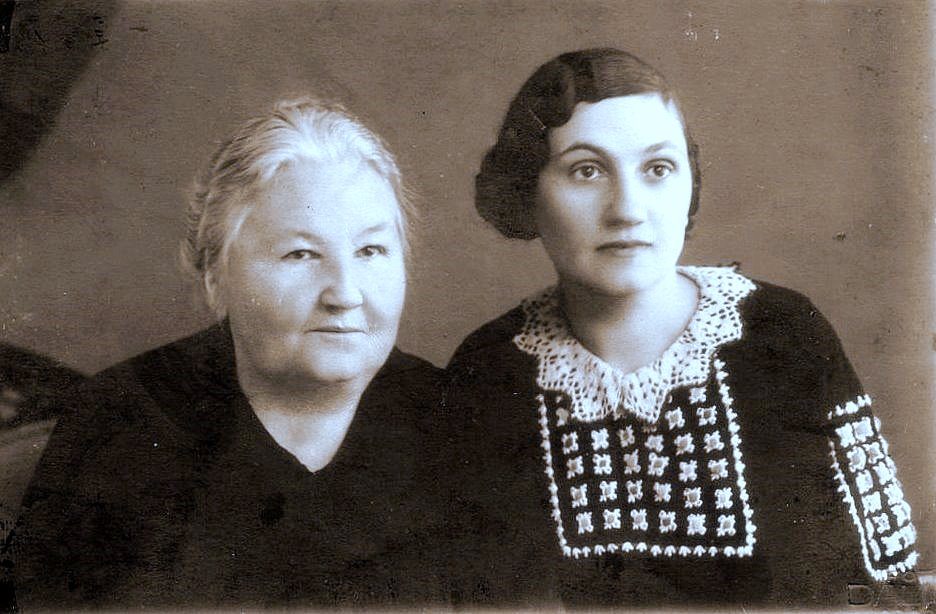
Az író édesanyja és anyai nagyanyja

Értelmiségi családból származott, Nagyváradon a Katolikus Kör korabeli székházában volt lakásuk, a (volt) Szilágyi Dezső utca 5. sz. alatt, ez az író szülőháza. Gimnáziumi tanulmányait abbahagyva, a női divatszabóságot tanulta ki, kisebbségi sorban élőnek illett korán szakmát tanulni, értelmiségi pályán nehéz lett volna elhelyezkedni, édesanyját is majd csak a második bécsi döntés után vették vissza köztisztviselői állományba.
1939-ig Nagyváradon élt édesanyjával és anyai nagyanyjával. 1939-ben átjött Magyarországra és önkéntesként csatlakozott a magyar hadsereghez. A második bécsi döntést követően 1940. szeptember 6-án, a magyar hadsereg katonájaként bevonult Nagyváradra, szülővárosába.
1940. szeptember 6. után leszerelték, mert még nem érte el a katonaköteles kort. Egy németországi repülőgépgyárban kapott munkát. Miután Magyarország hadat üzent a Szovjetuniónak, bevonult tényleges katonai szolgálatra a nagyváradi csapatkórházhoz. A gyalogsági alapkiképzés után az akkor megalakult 559. sz. hadikórházhoz helyezték át. A háborús események következtében 1944 őszén a hadikórházat Németországba evakuálták, ott esett amerikai fogságba.
A hadifogságból 1946 őszén tért haza Magyarországra. Erdélyből menekült székely magyar leányt (Bojtor Mária, Gyulafehérvár, 1920. április 25. – Szeged, 2002. október 4.) vett feleségül, akivel a háború alatt Németországban ismerkedett meg. A közigazgatásban helyezkedett el, a kecskeméti városházán dolgozott, amikor a feleségét Sátoraljaújhelyre helyezték át, ekkor az egész család Sátoraljaújhelyre költözött.
Közben pénzügyi szakiskolát végzett és a sátoraljaújhelyi tanács pénzügyi osztályán helyezkedett el. Munka mellett tovább folytatta tanulmányait, megszerezte a középfokú közgazdasági, majd a felsőfokú számviteli képesítést és a mérlegképes könyvelői és könyvvizsgálói képesítést. Revizor, majd költségvetési csoportvezetői beosztásba került. Később a sátoraljaújhelyi egyesített egészségügyi intézmények gazdasági igazgatójának nevezték ki, innen ment nyugdíjba.
Fiatalabbik leánya Szegeden végzett orosz-latin szakon, s Szegedre jött férjhez. Hogy a család együtt maradjon, 1978-ban Galántai Tibor nyugdíjas feleségével, s idősebbik leányával 1978-ban Szegedre költözött. Unokája, Szigeti Tamás Graphisoft-díjas matematikatanár, könyvillusztrátor és amatőr fotós, a kaposvári Táncsics Mihály Gimnáziumban tanít.
2015. december 16-án szegedi otthonában hunyt el, 2015. december 28-án helyezték örök nyugalomra a szegedi Alsóvárosi Temetőben.

## Írói munkássága
A magyarság megmaradása a Duna-medencében attól függ, hogyan tud megbékélni a közös földön, közös sorban élő más nemzetekkel...

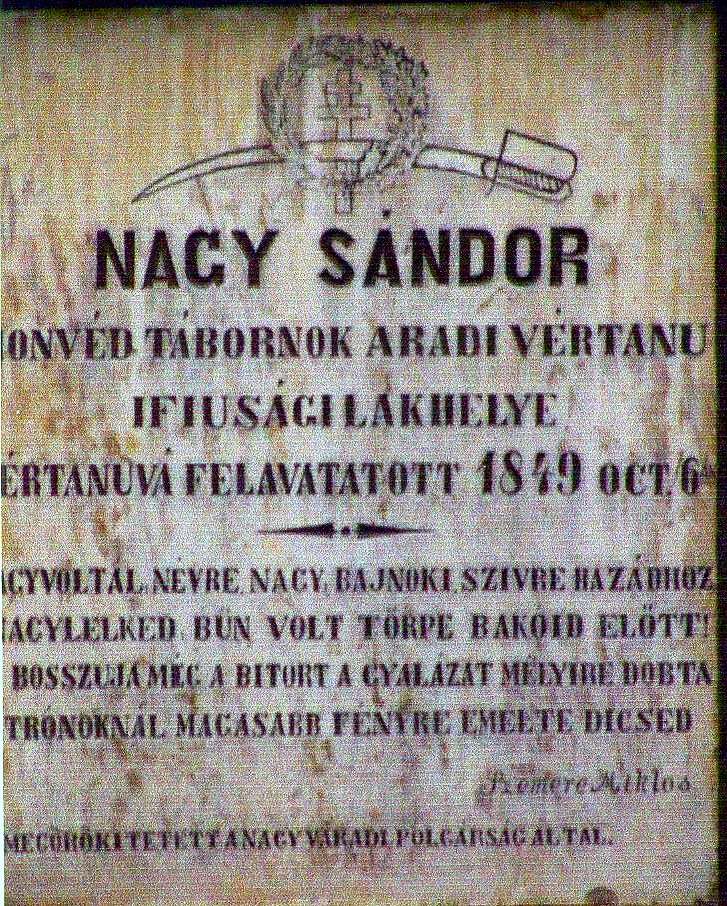
Nagy Sándor nagyváradi születésű aradi vértanú emléktáblája Nagyváradon a (volt) Nagy Sándor utcában

Nyugdíjas éveit nem tétlenségben töltötte, hanem levéltárakba, könyvtárakba járt, hogy világosan lássa annak az időszaknak a történetét, amely az ő ifjú korára, s az ő kisebbségi létére döntő befolyással volt. Tárgyilagosan, a témát mintegy eltartva magától írta meg memoár kötetét, mely életének 19 és 26 éves kora, azaz 1939 és 1946 közti időszakát írja le. (Szakavatott lektor kezébe egyáltalán nem került a kézirat, sajnos a tisztességesen megírt eredeti kézirat sok helyütt csorbult a gondatlan nyomtatás által.)
Az 1848–49-es forradalom és szabadságharc nagyváradi eseményeit regény formájában dolgozta fel, ezúttal becsületes nyomtatásban, az eredeti nagyváradi tájszólást is hűségesen megörökítve sikerült közreadni 2008-ban a Juhász Gyula Felsőoktatási Kiadó által.
Ifjú korától írt verseket, de azokat nem publikálta, kéziratban vannak, családjának, barátainak szavalta el. Mindössze egy meseszerű elbeszélő költeményt adott közre 2009-ben, melynek hőse a magyarság és az emberiség közös sorsát reprezentálja. Szigeti Tamásnak a vallási néprajz hagyományaiból merített grafikái illusztrálják kötetet.

## Kötetei
- Megadatott a holnap : küzdelem szülővárosomért. Szerk. Bába Kiadó. Szeged, a szerző kiadása, 2008. 115 o. ill. Borítóterv: Szigeti Tamás. ISBN 9789639717756
- Széplaky Anna : regény. Borítóterv Szigeti Tamás, szerk. Juhász Gyula Felsőoktatási Kiadó. Szeged, a szerző kiadása, 2008. 261 o.
- Galántai Tibor: Bálint Miska sorsa. Elbeszélő költemény. Szöveget gondozta, ill. Szigeti Tamás (Graphisoft díjas matematikatanár, a szerző unokája),[8] szerk. Juhász Gyula Felsőoktatási Kiadó. Elbeszélő költemény. Szeged, szerző kiadása, 2009. 111 o.

## Külső hivatkozások
- Galántai Tibor már nem az asztalfióknak ír, 90. születésnapja alkalmából Fekete Klára riportja, 2010. szeptember 27.
- Megadatott a holnap könyvbemutatója Szegeden a Somogyi Könyvtárban, 2008. május 9.[halott link]
- Könyv egy boldog nap margójára. Galántai: Megadatott a holnap c. könyv bemutatója Nagyváradon, 2008. november 26.[halott link]
- Megadatott a holnap c. könyv bemutatója Nagyváradon, 2008. november 26.
- Egy elfeledett szobrász, a nagyváradi Megyeri Barna
- Fejjel Ferencné sz. Galántai Emma versei[halott link]
- Fejjelné Galántai Emma versei[halott link]